# Uniwersytet w Bazylei
Uniwersytet w Bazylei (niem. Universität Basel, łac. Universitas Basiliensis) – uniwersytet z siedzibą w Bazylei, założony 4 lipca 1460. Jest to najstarszy uniwersytet w Szwajcarii i jeden z najstarszych uniwersytetów na świecie. Powstał na mocy bulli papieża Piusa II z 12 listopada 1459.
Na uniwersytecie działają wydziały: teologii, prawa, medycyny, nauk humanistycznych i nauk społecznych, nauk ścisłych, biznesu i ekonomii oraz psychologii. Biblioteka Publiczna Uniwersytetu w Bazylei (pełniąca funkcję biblioteki uniwersyteckiej i biblioteki kantonalnej dla kantonu Bazylea-Miasto) jest jedną z największych bibliotek w Szwajcarii.
Z instytucją związanych był dziewięciu laureatów Nagrody Nobla i dwóch prezydentów Szwajcarii. Wykładali na nim m.in. Erazm z Rotterdamu, Paracelsus, Daniel Bernoulli, Karl Gustav Jung (1794–1864), Leonhard Euler, Friedrich Nietzsche, Tadeusz Reichstein, Karl Jaspers, Carl Gustav Jung.

## Organizacja

### Wydziały
- Teologii
- Prawa
- Medycyny
- Filozoficzno-historyczny
- Filozoficzno-przyrodniczy
- Ekonomii
- Psychologii

### Oddziały
- Badań
- Nauczania
- Ds. studentów
- Równouprawnienia płci
- Centrum dla naukowców kontynuujących kształcenie

### Stowarzyszenia studenckie
- Grupy zawodowe
  - Chemia (VBC)
  - Farmacja
  - Geografia
  - Geologia (VBG)
  - Historia
  - Biologia
  - Medycyna (FAME)
  - Filozofia francuska
  - Meteorologia
  - Psychologia
  - Socjologia
- Dings-Shop Dings Shop
  - Sklep z biurowymi materiałami dla studentów
- Universitätssport Universitätssport Basel
  - Organizuje imprezy sportowe i treningi dla studentów
- SKUBA: Studentische Körperschaft der Universität Basel
- Calcutta Project Basel Calcutta Project Basel
  - Współpraca międzynarodowa prowadzona przez studentów z Bazylei w Indiach, w Kalkucie
- GeZetera GeZetera
  - Gazeta redagowana przez studentów dla studentów

## Nazwa
Nazwa uniwersytetu w języku polskim najczęściej tłumaczona jest jako Uniwersytet w Bazylei.